# Calisto sibylla
Calisto sibylla är en fjärilsart som beskrevs av Bates 1934. Calisto sibylla ingår i släktet Calisto och familjen praktfjärilar. Inga underarter finns listade i Catalogue of Life.